# Kim Si-eun
Kim Si-eun (en hangul, 김시은; Goyang, 19 de enero de 1999) es una actriz surcoreana. Es conocida en particular por su papel en la película Next Sohee (2022), gracias al cual fue premiada al año siguiente como mejor actriz revelación en los más importantes galardones del cine surcoreano: Baeksang Arts, Buil Film y Grand Bell, entre otros.

## Vida personal
Kim Si-eun se graduó en una escuela secundaria en humanidades, y entró después a la Universidad de Hankuk de Estudios Extranjeros, donde estudió la especialidad de lengua checa. Había decidido ser actriz, aun con la oposición de sus padres, que se lo permitieron a condición de que no abandonara los estudios. Sin embargo, asistió a las clases solo durante el primer semestre del primer curso, y después prefirió dedicarse por completo a la actuación, y empezó a presentarse a audiciones. Tras su aparición en la serie Chip In (MBC, 2020) sus padres aprobaron el cambio.

## Carrera
Kim Si-eun hizo su debut en una audición de más de mil aspirantes para un programa televisivo infantil, 생방송 톡!톡! 보니하니 (Transmisión en vivo ¡Habla! ¡Habla! Bonnie Hani), de EBS1. Aunque quedó entre las cuatro finalistas no fue elegida, pero sí se reconoció su talento y se le asignó un papel de asistente en el programa, donde trabajó en 2016 y 2017. Después, entre 2018 y 2019, fue una presencia regular en otro programa de EBS, en este caso el segundo canal EBS2: 생방송 판다다 (Panda en vivo), una transmisión en directo, también para el público infantil, donde actuaba como trabajadora a tiempo parcial en una tienda, y era también presentadora.
La actriz firmó un contrato de representación exclusiva con la agencia Keyeast en diciembre de 2018; poco antes había debutado en televisión con un breve papel en la serie When Time Stops (SBS, 2018). En ella es Hwa-sook, una joven con discapacidad auditiva que intenta proteger a su hermano menor; el personaje de Kim se expresaba exclusivamente en la lengua de señas. Del mismo año es su debut en cine, con una pequeña aparición en The Negotiation. Al año siguiente obtuvo un papel mucho más extenso, el de Oh Dae-ri, en Special Labor Inspector (MBC, 2019).
El año 2023 fue el de la consagración de la actriz, gracias a su interpretación en Next Sohee de una estudiante que va a hacer unas prácticas en un centro de llamadas y acaba siendo víctima del ambiente de trabajo. La película se había presentado en el Festival de Cannes del año anterior, pasó por el Festival de Busan, y se estrenó en sala en Corea ya en febrero de 2023. La directora July Jung, que no conocía a Kim, la vio como presentadora en el programa Boni Hani, y quiso conocerla. Durante la entrevista se convenció de que podría protagonizar el filme, que encajaba con naturalidad en el papel. De esa actuación escribió un crítico: «Kim Si-eun [...] tiene la tarea de darle vida a So-hee y lo hace de una manera fantástica y desgarradora. Es fascinante observar el declive de la feliz y ansiosa So-hee, a medida que su propia existencia se reduce a gráficos de desempeño y porcentajes. Un par de escenas de arrebatos son fantásticas [...] pero los momentos más tranquilos, en los que lentamente contempla darse por vencida y luego aceptar su difícil situación [...] son algunas de las mejores escenas del largometraje». Kim Si-eun fue elegida por su trabajo en el filme como la mejor actriz revelación del año en casi todos los más importantes premios de cine surcoreano. También la prensa especializada se fijó en ella, y fue proclamada actriz revelación del año, por mayoría abrumadora, en la revista Cine 21.
En junio de 2023 se anunció que había sido elegida para el reparto de la segunda temporada de la exitosa serie El juego del calamar, que debía comenzar a rodarse en el segundo semestre del año para ser emitida en 2024. El 25 de septiembre cambió de agencia, pasando a Gold Medalist.

## Filmografía

### Cine
| Año  | Título          | Hangul      | Papel         | Notas        | Ref.          |
| ---- | --------------- | ----------- | ------------- | ------------ | ------------- |
| 2018 | The Negotiation | 협상        | Lee Jong-seok |              | [ 11 ]        |
| 2020 | Boys Be!!       | 보이스 비!! | Eun-ji        |              | [ 12 ]        |
| 2022 | Next Sohee      | 다음 소희   | So-hee        | Protagonista | [ 7 ] [ 11 ]  |
| 2022 | You and I       | 너와 나     | Ha-eun        |              | [ 13 ] [ 14 ] |

### Series de televisión
| Año  | Título                        | Papel                       | Canal   | Notas                        | Ref.          |
| ---- | ----------------------------- | --------------------------- | ------- | ---------------------------- | ------------- |
| 2018 | When Time Stops               | Hwa-sook                    | SBS     |                              | [ 15 ]        |
| 2019 | Special Labor Inspector       | Asistente Oh Dae-ri         | MBC     |                              | [ 16 ]        |
| 2020 | Chip In                       | Seon Deok-go                | MBC     |                              | [ 2 ]         |
| 2020 | El amor es la meta            | Go Ye-chan                  | JTBC    |                              | [ 17 ]        |
| 2022 | Mental Coach Jegal            | Han Yeo-woon                | tvN     |                              | [ 18 ] [ 19 ] |
| 2022 | Brain, Your Choice of Romance | L                           | Wavve   | Serie web                    | [ 20 ]        |
| 2024 | El juego del calamar          | Kim Young-mi (jugadora 095) | Netflix | Serie web, segunda temporada | [ 21 ]        |

## Otras actividades

### Programas de televisión
| Año     | Título                                          | Hangul                 | Papel | Canal | Notas             | Ref.         |
| ------- | ----------------------------------------------- | ---------------------- | ----- | ----- | ----------------- | ------------ |
| 2016-17 | Transmisión en vivo ¡Habla! ¡Habla! Bonnie Hani | 생방송 톡!톡! 보니하니 | Ha-ni | EBS1  | Programa infantil | [ 5 ] [ 11 ] |
| 2018-19 | Panda en vivo                                   | 생방송 판다다          |       | EBS2  | Programa infantil | [ 11 ]       |

### Sesiones fotográficas
| Año  | Publicación | Número        | Ref.   |
| ---- | ----------- | ------------- | ------ |
| 2024 | W Korea     | Marzo de 2024 | [ 22 ] |

## Premios y nominaciones
| Año  | Premios                                                        | Categoría                      | Papel      | Resultado | Ref.          |
| ---- | -------------------------------------------------------------- | ------------------------------ | ---------- | --------- | ------------- |
| 2019 | Premios World Star Entertainment                               | Korean Wave Rookie             | Kim Si-eun | Ganadora  | [ 23 ]        |
| 2023 | 44.os Premios Blue Dragon Film                                 | Mejor actriz revelación        | Next Sohee | Nominada  | [ 24 ]        |
| 2023 | 59.os Premios Baeksang Arts                                    | Mejor actriz revelación - cine | Next Sohee | Ganadora  | [ 25 ] [ 26 ] |
| 2023 | 32.os Premios Buil Film                                        | Mejor actriz revelación        | Next Sohee | Ganadora  | [ 27 ] [ 28 ] |
| 2023 | 28.os Premios Chumsa Film Art                                  | Mejor actriz revelación        | Next Sohee | Nominada  | [ 29 ]        |
| 2023 | Golden Cinematography Awards                                   | Mejor actriz revelación        | Next Sohee | Ganadora  |               |
| 2023 | 59.os Premios Grand Bell                                       | Mejor actriz revelación        | Next Sohee | Ganadora  | [ 30 ] [ 31 ] |
| 2023 | 43.os Premios Youngpyeong (As. Cor. de Críticos de Cine)       | Mejor actriz revelación        | Next Sohee | Ganadora  | [ 32 ] [ 33 ] |
| 2023 | 10.os Premios de la Asociación de Productores de Cine de Corea | Mejor actriz revelación        | Next Sohee | Ganadora  | [ 34 ]        |
| 2023 | 10.os Premios de Cine Wildflower                               | Mejor actriz revelación        | Next Sohee | Nominada  | [ 35 ]        |
| 2024 | 43.os Premios Director's Cut                                   | Mejor actriz - cine            | Next Sohee | Nominada  | [ 36 ]        |
| 2024 | 43.os Premios Director's Cut                                   | Mejor actriz revelación - cine | Next Sohee | Ganadora  | [ 37 ]        |